# Мандалай (округ)
Мандалай — адміністративний округ в М'янмі. Знаходиться в центрі країни, межує з округом Сікайн на півночі та північному заході, Магуе на заході та Баго на півдні й зі штатами Шан і Карен. 
Адміністративний центр — місто Мандалай. Інші великі міста — Мейктіла, Мемьо, Могоу, М'їнджан, Яметін. На півдні знаходиться місто П'їнмана, в околиці якого була побудована нова столиця Найп'їдо.

## Адміністративний поділ
В окрузі 7 районів, 30 міст, 2320 селищ.
- Куауксе (Kyaukse)
- Мандалай (Mandalay)
- Мейктіла (Meiktila)
- М'їнджан (Myingyan)
- Ніяунг-У (Nyaung-U)
- П'їноолвін (Pyinoolwin)
- Яметін (Yamethin)

## Демографія
Населення — 8 563 619 чоловік. Щільність населення — 231,30 чол./км². Бірманці становлять більшість населення. У місті Мандалай і в передмістях є спільноти китайців та індійців, у місті найбільша мусульманська громада Бірми. На сході округу проживає значна кількість шанів.

## Економіка
Округ виробляє 15 % економіки країни.

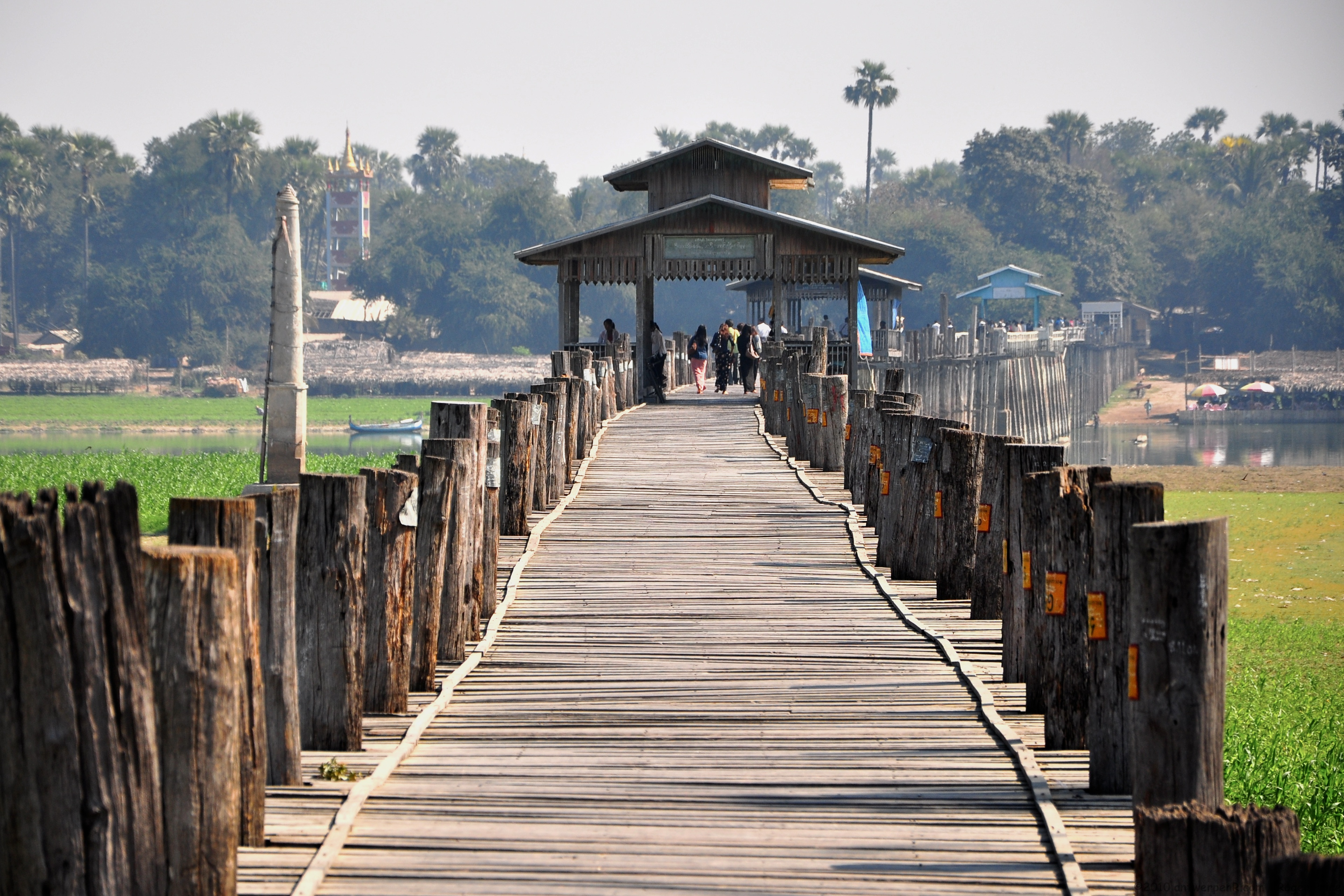
Міст У-Бейн — найдовший дерев'яний міст у світі.

В окрузі активно сільське господарство — рис, пшениця, кукурудза, горіх, сезам, бавовна, тютюн, овочі.
Розвинена алкогольна і текстильна промисловості. Ведеться видобуток дорогоцінних каменів.
Багато історичних пам'ятників: міста, монастирі та археологічні зони Мандалай, Амарапура, Паган, П'їн У Львин, гора Попа,  Ава, міст У-Бейн.